# Sira Topic
Sira Topic (* 6. April 1991 in Zürich) ist eine französisch-schweizerische Schauspielerin.

## Leben
Sira Topic wurde 1991 in Zürich geboren, im Alter von vier Jahren zog ihre Familie mit ihr ins französische Jura. Dort besuchte sie ein Kunstgymnasium, im dem sie sich zu Film und Kino bildete und ihre Matura erlangte. Topic begann zunächst im Alter von 16 Jahren zu modeln und ging im Alter von 18 Jahren wieder in die Schweiz. Dort bekam sie nationale und internationale Modelverträge. 2012 spielte Topic in Michael Steiners Kinofilm Das Missen Massaker, ein Jahr später war sie in dem Film Achtung, fertig, WK! zu sehen. Nach einer Rolle dem Film Polder – Tokyo Heidi ging Topic nach Paris, wo sie von 2016 bis 2018 im Studio Pygmalion ihre Schauspielausbildung absolvierte. Nach ihrer Rückkehr in die Schweiz bekam sie weitere Rollenangebote, so in der Serie Der Bestatter, In einem Land, das es nicht mehr gibt oder Les Histoires d’amour de Liv. Topic ist seit dem Jahr 2016 auch als Schauspieldozentin an der Film- und Schauspielschule für Kinder und Jugendliche filmkids.ch tätig.
Sira Topic wirkt auch als Künstlerin und stellte 2020 erstmals auf der Genfer Biennale der Fondation Kugler aus. 2021 reiste sie nach Málaga in die Künstlerresidenz Rara, wo sie gemeinsam mit dem Berliner Künstler Totem die Zusammenarbeit SITO zu kreieren begann. 2022 stellte sie erstmals in Zürich ihre Werke aus.

## Filmografie
- 2012: Das Missen Massaker
- 2013: Achtung, fertig, WK!
- 2015: Polder – Tokyo Heidi
- 2017: Ein Becken voller Männer
- 2018: Der Bestatter (Fernsehserie)
- 2022: In einem Land, das es nicht mehr gibt
- 2023: Les Histoires d’amour de Liv
- 2023: Sebastian Fitzeks Die Therapie (Fernsehserie)
- 2025: Per amore di una donna